# Colegio Mayor Isabel la Católica
El Colegio Mayor Universitario Isabel La Católica es un colegio mayor situado en la ciudad de Granada (España). Se trata de un conjunto de edificaciones proyectadas en 1943 por los arquitectos Francisco Prieto Moreno y Fernando Wilhelmi Manzano, pensado como un colegio femenino.
Su núcleo fundamental está constituido por la residencia, cuya planta se diseña en forma de U, rematando ambas alas con torres octogonales. En alzado, el edificio cuenta con tres plantas de las cuales la primera tiene una función de servicios generales y la segunda y tercera están ocupadas por dormitorios. La estética del edificio es de un marcado clasicismo, utilizando arcos de medio punto en los vanos, un entablamento corrido a lo largo de la fachada principal y remates de obeliscos.
Independiente del edificio principal, la capilla del colegio responde a un diseño exterior vinculado a la estética escurialense, configurando una fachada en tres cuerpos de un marcado clasicismo. El primero, compuesto por tres arcos de medio punto flanqueados por columnas dóricas sobre base cuadrada, se cierra en un entablamento de relieves verticales. El segundo, aparece dividido verticalmente en tres calles mediante las figuras de los cuatro evangelistas sobre peana y presenta en el centro un óculo, cerrando su altura con una cornisa sujeta por canecillos. El tercero, rematado por obeliscos y flanqueado por dos estribos, cuenta con un cuerpo central con hornacina en la que se presenta una escultura de Santa Isabel de Hungría.